# Alex Acuña
Alex Acuña geboren als Alejandro Neciosup Acuña (Pativilca (Peru), 12 december 1944) is een Peruaans drummer en percussionist. Hij verwierf onder andere bekendheid als drummer bij de jazzrock-formatie Weather Report.
Hij begon op zijn 10e als percussionist en verhuisde naar Lima. Op zijn 18e versterkte hij de band van Pérez Prado en in 1967 verhuisde hij naar Puerto Rico. In 1974 verhuisde Alex naar Las Vegas en ging hij werken met artiesten als Elvis Presley en Diana Ross. Een jaar later kreeg hij een vaste positie als percussionist binnen Weather Report, maar is hij ook te horen als drummer.

## Discografie
- (1976) Black Market - Weather Report
- (1977) Heavy Weather - Weather Report
- (1992) Thinking of You - Alex Acuña and the Unknowns
- (2000) Acuarela de Tambores - Alex Acuña
- (2002) Los Hijos del Sol: To My Country - Alex Acuña
- (2006) Brown Street - Joe Zawinul

Bandleden: Joe Zawinul · Wayne Shorter · Jaco Pastorius · Peter Erskine

Miroslav Vitouš · Eric Gravatt · Alphonse Mouzon · Airto Moreira · Alex Acuña · Manolo Badrena · Dom Um Romão · Alphonso Johnson · Victor Bailey · Omar Hakim · José Rossy
Discografie: Weather Report (1971) · I Sing the Body Electric · Live in Tokyo · Sweetnighter · Mysterious Traveller · Tale Spinnin' · Black Market · Heavy Weather · Mr. Gone · 8:30 · Night Passage · Weather Report (1982) · Procession · Domino Theory · Sportin' Life · This Is This
- Bibsys: 3058369
- Bibliothèque nationale de France: cb13929589p (data)
- Gemeinsame Normdatei: 128565055
- International Standard Name Identifier: 0000 0000 7839 1620
- Library of Congress Control Number: n91126974
- MusicBrainz: 1cf16c75-571c-4bbc-853f-4f9022dcbe10
- Nationale Bibliotheek van Tsjechië: xx0029984
- Nationale Bibliotheek van Israël: 987007347329405171
- Nationale Bibliotheek van Polen: a0000003584597
- Nederlandse Thesaurus van Auteursnamen: 191803782
- Système universitaire de documentation: 161522130
- Virtual International Authority File: 25659232
- WorldCat: E39PBJvt7dmjC3qfjj3DFRXw4q